# Функциональная отделимость
Функциональная отделимость — свойство пары подмножеств топологического пространства.

## Определение
Два подмножества {\displaystyle A} и {\displaystyle B} в данном топологическом пространстве {\displaystyle X} называются функционально отделимыми в {\displaystyle X}, если существует такая определенная во всём пространстве вещественная ограниченная непрерывная функция {\displaystyle f}, которая принимает во всех точках множества {\displaystyle A} одно значение {\displaystyle a}, a
во всех точках множества {\displaystyle B} ― некоторое отличное от {\displaystyle a}
значение {\displaystyle b}.
При этом всегда можно предположить, что {\displaystyle a=0,b=1,0\leqslant f(x)\leqslant 1} во всех точках {\displaystyle x\in X}.

## Связанное определение
Пространство, в котором всякая точка функционально отделима от всякого не содержащего её замкнутого множества, называется вполне регулярным.

## Свойства
- Два функционально отделимых множества всегда отделимы и окрестностями. Обратное утверждение верно не всегда, однако имеет место:
  - Лемма Урысона. В нормальном пространстве всякие два дизъюнктные замкнутые множества функционально отделимы.